# Georgios Tsitas
Georgios Tsitas (Esmirna, 1872 – anos 1940) foi um lutador grego. Competiu nos Jogos Olímpicos de Verão de 1896 em Atenas, onde conquistou uma medalha de prata.
Na primeira rodada da competição de luta greco-romana, Tsitas obteve uma classificação direta, grantindo um lugar entre os três melhores atletas sem ter ao menos realizado uma luta. Na semifinal venceu o colega grego Stephanos Christopoulos. Na final, lutou contra Carl Schuhmann, da Alemanha, em duelo adiado após 40 minutos devido à falta de iluminação. No dia seguinte, acabou sendo derrotado e terminou em segundo lugar.